# Claddagh

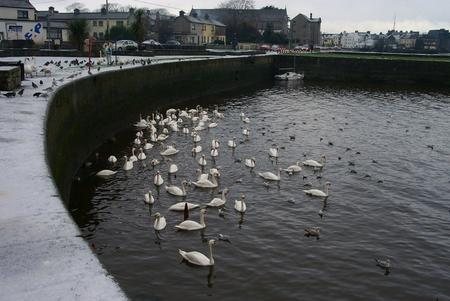
Claddagh

Claddagh es una localidad playera en la parte oeste de Galway en la isla de Irlanda. Sus lugareños han estado recolectando marisco y pescando en la zona durante milenios. Históricamente, su existencia ha sido reconocida desde la llegada de la cristiandad en el siglo V. El nombre está basado en la palabra irlandesa Cladach que significa Playa pedregosa. Es uno de los pueblos pesqueros más viejos del país.
Claddagh fue una vez un pueblo pesquero situado al oeste del centro de la ciudad de Galway, justo en las afueras de las viejas murallas de la ciudad, donde el río Corrib se interconecta con la bahía de Galway. Está a la vista del llamado Arco español, en el cual regularmente se situaban mercados de pescado donde los habitantes del pueblo proveían a la ciudad de marisco y pescado. Durante el siglo XIX Claddagh atrajo a muchos visitantes, incluyendo a escritores que proclamaron su fama. Posteriormente, las antiguas edificaciones de tejados de paja de Claddagh fueron derribadas (años 30) para hacer sitio a nuevas casas planificadas por el ayuntamiento de Galway.
Asociado a esta localidad está el anillo de Claddagh, con su forma de dos manos que sostienen un corazón sobre el que hay una corona, muy popular como anillo de amistad o de boda por ser símbolo de amor, amistad y lealtad.
El anillo tiene una expresión ligada a él que es: "With my hands I give you my heart, and crown it with my love" en inglés. Traducida sería "Con mis manos te entrego mi corazón, coronado con mi amor".
La tradición consiste en regalar este anillo a un ser querido como muestra de amor.